# Herbert Parson
Herbert Parson (* 21. Februar 1907 in Rixdorf bei Berlin; † 12. August 1978 in Grinzens, Tirol) war ein amerikanisch-österreichischer Politiker und von 1939 bis 1945 stellvertretender NSDAP-Gauleiter des Gaus Tirol-Vorarlberg unter Franz Hofer.

## Leben
Parson wurde als amerikanischer Staatsbürger in Berlin geboren und wuchs in Hallein auf. 1924 wurde er in Österreich eingebürgert. Er besuchte die Staatsoberrealschule in Salzburg und studierte an der Technischen Hochschule Wien mit Abschluss zum Diplomingenieur.
Zum 1. Juli 1930 trat er der NSDAP bei (Mitgliedsnummer 264.673). Bis zum NSDAP-Verbot 1933 war Parson stellvertretender Gauleiter von Salzburg unter Gauleiter Karl Scharizer. Parson wurde am 13. Juni 1933 im Zuge einer Verhaftungswelle von Nationalsozialisten nach einer Anschlagswelle in Salzburg verhaftet, kam aber kurz darauf wieder frei. Parson und Scharizer flüchteten ins grenznahe Freilassing, von wo aus sie Flugblätter und Propagandaschriften nach Salzburg schmuggelten. Anschließend war er, wie auch Scharizer, beim NSDAP-Flüchtlingshilfswerk in Berlin angestellt; er leitete dort das Mitgliedschaftsamt.
Im August 1938 kam Parson nach Innsbruck, um fortan die Parteikanzlei Franz Hofers zu leiten. Im März 1939 wurde er zum Gauleiter-Stellvertreter des Gaus Tirol-Vorarlberg und verblieb in dieser Position bis zum Kriegsende im Mai 1945. Er war zudem SS-Standartenführer.
Nach dem Krieg wurde Parson interniert und am 18. Mai 1949 im Zuge der Entnazifizierung vor dem Volksgericht Innsbruck angeklagt. Trotz seiner hohen politischen Position wurde er, ähnlich wie auch sein Vorgänger als Gauleiter-Stellvertreter Edmund Christoph, von der Innsbrucker Staatsanwaltschaft nicht nach § 6 des Kriegsverbrechergesetzes (KGV) angeklagt, das für „Urheber und Rädelsführer“ vorgesehen war und eine Mindeststrafe von zehn Jahren Haft bis zur Todesstrafe vorsah. Vor Gericht wurde er zudem vom Vorwurf der Kriegshetze durch den Aufruf „zum totalen Krieg, Fanatismus und Hass“ im Rahmen von politischen Leiterschulungen freigesprochen. Verurteilt wurde er nur nach § 11 des Verbotsgesetzes für seine illegalen Aktivitäten in der NSDAP zu fünf Jahren schwerem Kerker und Vermögensverfall. Zu Weihnachten 1949 wurde Parson amnestiert, nachdem er den Großteil seiner Haft bereits abgesessen hatte.